# Aéroport de Rabaul
L'aéroport de Rabaul, également appelé Tokua Airport, code IATA : RAB • code OACI : AYTK, est un aéroport desservant Kokopo et Rabaul, l'actuelle et l'ancienne capitales de la province de Nouvelle-Bretagne orientale sur l’île de Nouvelle-Bretagne en Papouasie-Nouvelle-Guinée.

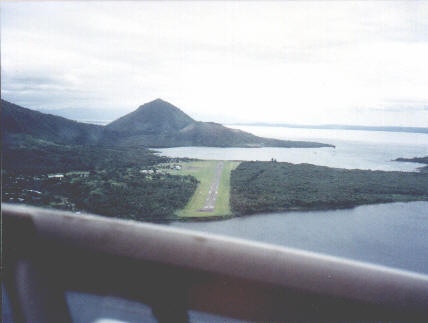
Ancien aéroport de Rabaul (17 février 1988)

Avant l’éruption volcanique de 1994 qui a détruit la ville de Rabaul, l’aéroport se situait au pied du volcan Tavurvur, près de l’île de Matupi. L’aéroport a été détruit par l’éruption, et par la suite le nouvel aéroport a été construit et ouvert à Tokua, sur le côté opposé de la caldeira de Rabaul. L’ancien aérodrome (en) était aux coordonnées 04° 13' Sud et 152° 11' Est.
Une nouvelle éruption volcanique a causé la fermeture de l’aéroport pour une journée en 2006.

## Installations
L’aéroport est à 10 mètres au-dessus du niveau moyen de la mer. Il a une unique piste désignée 10/28 avec une surface asphaltée mesurant 1 720 mètres de long sur 28 m de large.

## Situation
| Alotau Awaba Baimuru Balimo Bosset Buka Bulolo Daru Efogi Fane Goroka Hoskins Itokama Kagi Kamusi Kavieng Kerema Kikori Kiunga, Kokoda Lihir Kundiawa Lae Lac Murray Lorengau Losuia Madang Manari Mendi Milei Île Misima Moro Mount Hagen Nomad River Obo Ononge Popondetta Port Moresby Rabaul Sasereme Suki Tabubil Tapini Tari Tufi Vanimo Wabo Wanigela Wapenamanda Wewak Wipim Woitape |

## Compagnies aériennes et destinations
| Compagnies  | Destinations                                                                           |
| ----------- | -------------------------------------------------------------------------------------- |
| Air Niugini | Île Buka, Hoskins (Kimbe) (en), Kavieng (en), Lihir/Niolam (en), Port Moresby-Jacksons |
| Hevilift    | Charter : Kavieng (en)                                                                 |
| PNG Air     | Hoskins (Kimbe) (en)                                                                   |

Édité le 28/03/2021